# Steffen Baumgart
Steffen Baumgart (Rostock, 5 januari 1972) is een Duits voetbaltrainer en voormalig voetballer. Sinds 2024 staat hij als trainer onder contract bij 1. FC Union Berlin.

## Spelerscarrière
Baumgart speelde gedurende zijn spelerscarrière voor meerdere Duitse clubs, waaronder 1. FC Union Berlin, Hansa Rostock, VfL Wolfsburg, 1. FC Magdeburg en Energie Cottbus. Bij Hansa Rostock, VfL Wolfsburg en Energie Cottbus kwam hij uit in de Bundesliga.   

## Trainerscarrière

### FC Magdeburg
Na een periode als assistent bij Schöneiche keerde Baumgart in 2009 terug naar Magdeburg als hoofdtrainer, waar hij de taken overnam van de ontslagen Paul Linz. Op 14 februari 2009 zat hij voor het eerst op de bank in de Regionalliga Nord tijdens de thuiswedstrijd tegen Türkiyemspor Berlin. Hij begon sterk door in de eerste zes wedstrijden tien punten te verzamelen. In de zomer werd zijn contract met een jaar verlengd. Baumgart bleef maar enkele maanden aan, want na slechts één punt uit vijf wedstrijden werd hij in maart ontslagen.

### Hansa Rostock
In maart 2012 werd Baumgart assistent-trainer bij Hansa Rostock en maakte hij deel uit van het technische team onder leiding van Wolfgang Wolf. Ondanks de degradatie uit de 2. Bundesliga verlengde Baumgart aan het einde van het seizoen zijn contract met een jaar. Na een teleurstellende start van het seizoen 2012/13 werd Wolf ontslagen en opgevolgd door Marc Fascher. Baumgart bleef aan als assistent-trainer, maar aan het einde van dat seizoen werd bekend dat zijn contract, net als dat van Fascher, niet werd verlengd.

### SSV Köpenick-Oberspree
Na zijn ontslag bij Hansa Rostock ging hij voor het seizoen 2014/15 aan de slag bij de amateurs van SSV Köpenick-Oberspree uit Berlijn. Gedurende het seizoen haalde hij in maart zijn proflicentie (UEFA Pro License). Aan het einde van het seizoen maakte hij de overstap naar Berliner AK.

### Berliner AK
In de zomer van 2015 begon Baumgart bij Berliner AK, een club uit het Berlijnse stadsdeel Wedding, waar hij een éénjarig contract tekende. Op 24 juli maakte hij zijn trainersdebuut in de Regionalliga Nordost tijdens een met 0-0 gelijkgespeelde uitwedstrijd tegen Optik Rathenow. Baumgart kende een sterke start en stond met zijn ploeg na zes speeldagen tweede in de competitie. Aan het einde van het seizoen miste hij het kampioenschap, dat met één doelpunt verschil naar FSV Zwickau ging. Zijn tweede seizoen was van korte duur; ondanks een nieuw éénjarig contract werd hij na vijf wedstrijden alweer ontslagen.

### SC Paderborn
Op 16 april 2017 werd Baumgart gepresenteerd als hoofdtrainer van SC Paderborn. Hij volgde Stefan Emmerling op, die vanwege tegenvallende resultaten was ontslagen. Enkele dagen later zat Baumgart voor het eerst op de bank tijdens de halve finale van de Landespokal Westfalen. Door een 2-1 thuisoverwinning op TSG Sprockhövel bereikte hij met zijn team de finale. Kort daarna behaalde hij zijn eerste succes bij Paderborn door de finale met 3-1 te winnen van Sportfreunde Lotte, waarin de Nederlander Koen van der Biezen een van de doelpunten maakte. Ondanks dat hij in de laatste vijf competitiewedstrijden elf punten behaalde, kon degradatie niet worden voorkomen. Vanwege de positieve resultaten werd zijn contract verlengd tot de zomer van 2018. Later bleek dat TSV 1860 München geen licentie kreeg en teruggezet werd naar het vierde niveau, waardoor Paderborn in de 3. Liga kon blijven.
In de daaropvolgende twee seizoenen realiseerde Baumgart het bijzondere door twee keer achtereen te promoveren. In het seizoen 2017/18 behaalde hij met SC Paderborn de tweede plaats in de 3. Liga, wat recht gaf op promotie naar de 2. Bundesliga.  Tijdens dat seizoen werd zijn contract opengebroken en verlengd tot juni 2020. Een jaar later eindigde Baumgart als tweede achter 1. FC Köln, waardoor Paderborn promoveerde naar de Bundesliga voor het seizoen 2019/20. Het verblijf in de hoogste Duitse competitie was van korte duur; Paderborn eindigde op de 18e plaats en degradeerde terug naar de 2. Bundesliga. In zijn laatste seizoen bij de club behaalde hij de negende plaats. Na 166 officiële wedstrijden als trainer verliet hij Paderborn voor een overstap naar 1. FC Köln.

### 1 FC Köln
In het seizoen 2021/22 maakte Baumgart de overstap naar 1. FC Köln, waar hij een contract tekende dat liep tot juni 2023. Hij volgde interim-trainer Friedhelm Funkel op. Op 8 augustus zat hij voor het eerst op de bank tijdens de eerste ronde van de DFB-Pokal tegen Carl Zeiss Jena. Die uitwedstrijd werd uiteindelijk na strafschoppen met 5-3 gewonnen. Een week later maakte hij zijn debuut in de Bundesliga, met een 3-1 thuisoverwinning op Hertha BSC.  Baumgart kende een sterk eerste seizoen en leidde Köln naar een zevende plaats, wat recht gaf op deelname aan Europees voetbal.
In het seizoen 2022/23 maakte Baumgart zijn Europese debuut als trainer tijdens de kwalificatiewedstrijd voor de Conference League tegen Fehérvár. Na een 1-2 thuisnederlaag in Hongarije won Köln de return met 3-1. Vervolgens kwam de club in de groepsfase terecht, waar zij uitkwamen in een poule met OGC Nice, FK Partizan en 1. FC Slovácko. Door een derde plaats in de groep eindigde het Europese avontuur voor Baumgart hier. In de competitie kende hij een sterke start: in de eerste tien competitiewedstrijden verloor Köln alleen van 1. FC Union Berlin en Borussia Mönchengladbach, waardoor de ploeg zevende stond. In de rest van het seizoen namen de resultaten af en zakte Köln naar de middenmoot, waar zij uiteindelijk elfde werden. Aan het einde van het seizoen verlengde Baumgart zijn contract met twee jaar.
Baumgart kende een moeizame start van het seizoen 2023/24 en verkeerde al snel met zijn ploeg in de onderste regionen van de ranglijst. Pas in de achtste competitieronde, op 22 oktober, werd de eerste overwinning geboekt. In de thuisderby in het RheinEnergieStadion werd mede dankzij twee doelpunten van aanvoerder Florian Kainz met 3-1 gewonnen van Borussia Mönchengladbach. Dit bleek echter niet het keerpunt; een week later leed Köln een zware 6-0 nederlaag in de uitwedstrijd tegen RB Leipzig. Kort daarna volgde in de tweede ronde van de DFB-Pokal de uitschakeling tegen 1. FC Kaiserslautern, dat destijds uitkwam in de  2. Bundesliga. Na een 2-0 nederlaag op 20 december 2023 in de uitwedstrijd tegen 1. FC Union Berlin zakte Köln naar de 17e plaats, waarna Baumgart wegens teleurstellende resultaten werd ontslagen. Hij werd opgevolgd door Timo Schultz.

### Hamburger SV
Twee maanden na zijn ontslag bij 1. FC Köln nam Baumgart het roer over bij Hamburger SV als opvolger van de ontslagen Tim Walter.  Op 25 februari 2024 zat hij voor het eerst op de bank tijdens de thuiswedstrijd tegen SV Elversberg , die met 1-0 werd gewonnen dankzij een doelpunt van Ransford Königsdörffer. Ondanks zijn inzet slaagde hij er niet in om de club in het seizoen 2023/24 te promoveren; HSV eindigde op de vierde plaats. Tijdens de zomerstop kreeg Baumgart met Stefan Kuntz een nieuwe technisch directeur als opvolger van Jonas Boldt. Na een goede start van het seizoen 2024/25 volgde eind oktober een reeks van vijf wedstrijden zonder overwinning. Op 24 november 2024, na een 2-2 gelijkspel tegen Schalke 04, werd Baumgart na 27 wedstrijden als trainer ontslagen. Zijn functie werd eerst tijdelijk en vervolgens definitief overgenomen door assistent Merlin Polzin.

### 1 FC. Union Berlin
Op 30 december 2024, kort voor de jaarwisseling, werd bekendgemaakt dat Baumgart was aangesteld als nieuwe hoofdtrainer van 1. FC Union Berlin. Hij volgde de onlangs ontslagen Deense trainer Bo Svensson op. Baumgart begon zijn dienstverband op 11 januari 2025 met een 2-0 nederlaag in de uitwedstrijd tegen 1. FC Heidenheim 1846. Zijn eerste overwinning volgde op 19 januari met een 2-1 zege op 1. FSV Mainz 05. Desondanks slaagde hij er aanvankelijk niet in het tij te keren; de club zakte verder weg op de ranglijst. Na een 0-1 thuisnederlaag tegen Holstein Kiel begin maart stond Union net boven de degradatiestreep. Vanaf dat moment kreeg Baumgart zijn ploeg aan het draaien: Union bleef vervolgens acht wedstrijden op rij ongeslagen. In deze reeks werd onder meer gelijkgespeeld tegen Bayern München (1-1), Bayer Leverkusen (0-0) en VfB Stuttgart (4-4). Uiteindelijk sloot Union Berlin het seizoen af op de 13e plaats. 

## Statistieken
| Van                         | Tot        | Club               | Duels | W  | G  | V  | Pt  | Ratio |
| --------------------------- | ---------- | ------------------ | ----- | -- | -- | -- | --- | ----- |
| 30/12/2024                  |            | 1. FC Union Berlin | 19    | 6  | 6  | 7  | 24  | 1,26  |
| 20/02/2024                  | 24/11/2024 | Hamburger SV       | 27    | 12 | 7  | 8  | 43  | 1,59  |
| 01/07/2021                  | 31/12/2023 | 1. FC Köln         | 98    | 32 | 28 | 38 | 124 | 1,27  |
| 16/04/2017                  | 30/06/2021 | SC Paderborn       | 166   | 77 | 38 | 51 | 269 | 1,62  |
| 01/07/2015                  | 31/08/2016 | Berliner AK        | 40    | 24 | 11 | 5  | 83  | 2,08  |
| 01/04/2009                  | 23/03/2010 | FC Magdeburg       | 33    | 13 | 8  | 12 | 47  | 1,42  |
| Bijgewerkt tot 16 juli 2025 |            |                    |       |    |    |    |     |       |

## Persoonlijk
Baumgart werd in de winter van 1972 geboren in Rostock  en groeide op in een gezin waarin voetbal een belangrijke rol speelde. Zowel zijn grootvader als zijn vader waren jarenlang actief als voetbaltrainer. In zijn jeugd combineerde hij voetbal met worstelen. Bij de start van zijn trainersloopbaan beschikte Baumgart niet over de financiële middelen om de officiële trainersopleiding van de DFB te volgen. Hij werd hierin ondersteund door een bevriende modeondernemer, die het volledige cursusgeld voor zijn rekening nam uit vertrouwen in zijn capaciteiten. Later in zijn carrière betaalde Baumgart hem het bedrag terug. Sinds het begin van zijn trainersloopbaan draagt hij steevast het rugnummer 72 op zijn trainingskleding, als verwijzing naar zijn geboortejaar. Ook stond hij jarenlang bekend om het dragen van een baseballpet, een handelsmerk dat hij later bij 1. FC Köln verruilde voor een  platte pet.